# Nazarabad
Nazarabad (en persan : نظرآباد) est une ville d'Iran située dans la province d'Alborz au pied des monts Elbourz.